# Monastère de Kirillo-Belozersky
Le monastère de Kirillo-Belozersky (ou de Kirillov) (en russe : Кирилло-Белозерский монастырь), littéralement le monastère de saint Cyrille Belozersky (ou monastère Saint-Cyrille-du-Lac-Blanc), est un des plus anciens monastères de Russie. Il se situe au bord du lac de Siversk, dans l'oblast de Vologda, dans la petite ville de Kirillov, dans le raïon de Kirillov, et au sud du lac Blanc.

## Histoire

### Fondation
Le monastère est fondé par un disciple de saint Serge de Radonège, saint Cyrille du lac Blanc.
Saint Cyrille, moine au monastère Simonov de Moscou, en est choisi comme père supérieur (higoumène) à la suite de l'élection de son prédécesseur comme évêque de la ville de Rostov. Il aspire cependant à laisser cette charge pour mener une vie de prière complète, dans la solitude. Une nuit, alors qu'il prie, il a une Révélation de la Mère de Dieu lui ordonnant de partir et d'aller vers le lac Blanc. Il obéit et part avec un autre moine, son disciple Ferapont. Ils arrivent alors sur les bords du lac Siverskoye, un peu au sud du lac Blanc, et s'installent dans un endroit très boisé où ils construisent une première cellule monastique. Ferapont partit peu après fonder son propre monastère, un peu plus loin, qui va devenir le monastère de Ferapontov.
En 1397 (année retenue comme date de la fondation du monastère), la première église du monastère est construite sur le modèle du monastère Simonov, avec l'aide des paysans locaux. Elle est consacrée à la dormition de la Mère de Dieu.
Cyrille est, à cette époque, déjà âgé de 60 ans.

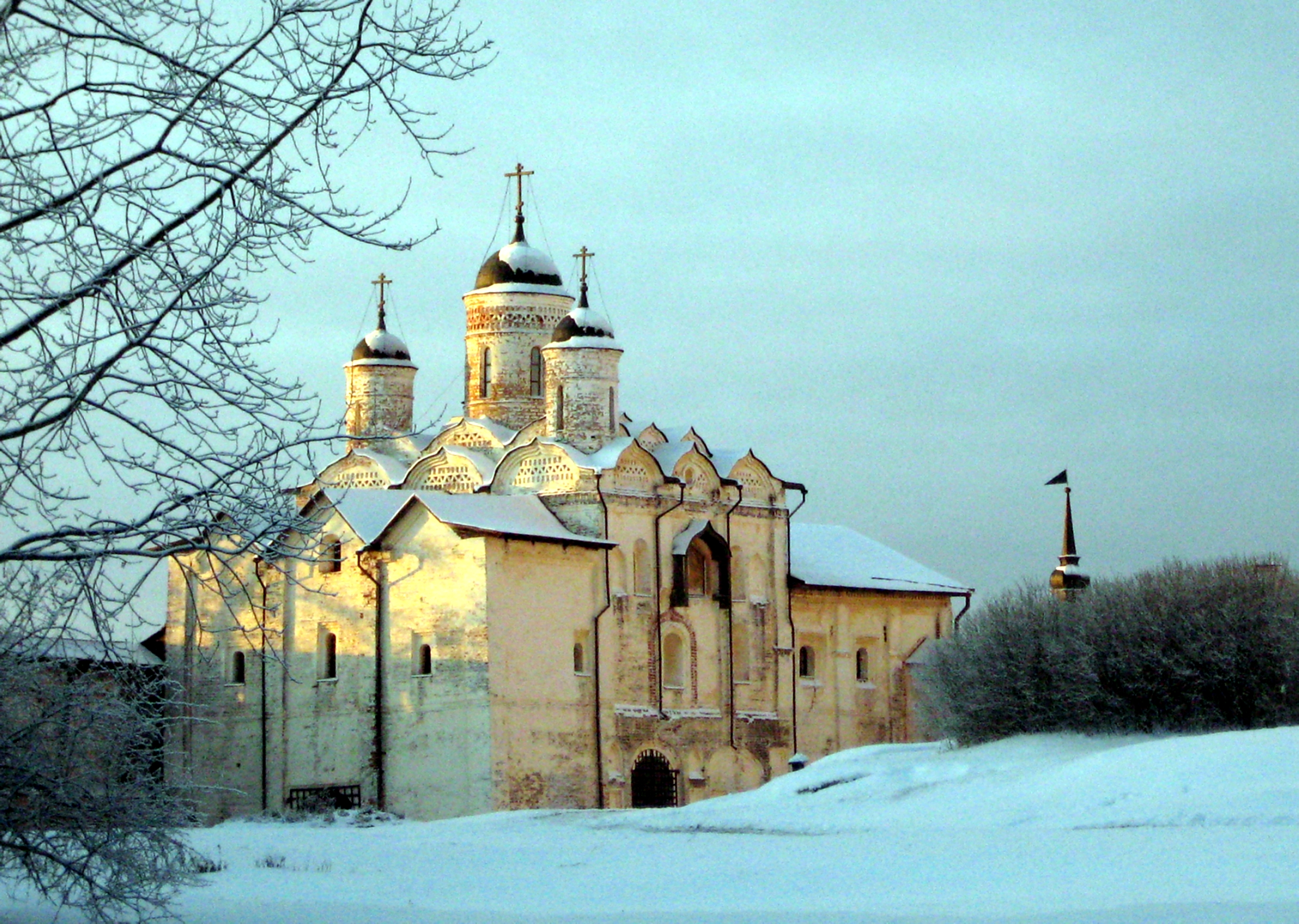
église de la Transfiguration (Kirillo-Belozersky)

### Rayonnement desXVeetXVIesiècles
Très vite, une communauté monastique se forme et le monastère acquiert peu à peu une grande réputation.
On rapporte que grâce au froid dans les cellules, aux jeûnes et aux herbes, les premières générations de moines vécurent centenaires (Saint Cyrille lui-même est mort à l'âge de 90 ans)
En 1447, Vassili II, grand-prince de Moscou récemment aveuglé et exilé dans la région par son rival Dimitri, vient se réfugier au monastère, avant de repartir à l'assaut du pouvoir.
En 1497, l'église en bois est détruite par un incendie et une église en pierre est construite à la place.
À la fin du XVe siècle, le monastère est un centre important du mouvement des non-possesseurs, qui prône la non-propriété des terres par l'Église.
Dès la première moitié du XVIe siècle, le monastère devient un lieu de pèlerinage pour les boyards, princes et tsars. D'importantes dotations et cadeaux (bétail, argent, livres) sont faits, qui permettent l'expansion de la communauté et la création de nouveaux bâtiments. Le Monastère connaît aussi un essor intellectuel qui attire de nombreux copistes, et la bibliothèque de  Kirillo-Belozersky devient l'une des plus importantes du pays. (Au XVIIe siècle, on y compte plus de 2000 manuscrits).
Peu à peu le monastère prend également l'allure d'une place forte. Il sert de protection pour les princes de Moscovie contre les incursions des habitants de la république de Novgorod, et en même temps de centre commercial avec les contrées du Nord, surtout pour le sel et le poisson. Le monastère sera agrandi du petit monastère de Saint-Jean au XVIe siècle.
En 1528, le grand-prince Vassili III et son épouse viennent y prier pour obtenir un héritier.
Plus tard, Ivan le Terrible viendra aussi y séjourner. Pendant le règne de celui-ci, le monastère accueillera également des exilés et des réfugiés qui veulent se protéger du tsar.
À la fin du XVIe siècle, le monastère est le deuxième plus grand de Russie en taille, derrière la Trinité Saint-Serge, avec huit tours et neuf églises de pierre.
Au cours des siècles, le monastère donneplusieurs évêques à l'Église, ainsi que des saints (saint Nil de la Sora, saint Kornili de la Komela et saint Antoine de Krasny Kholm sont notamment moines à Kirillo-Belozersky).

### XVIIesiècleet déclin

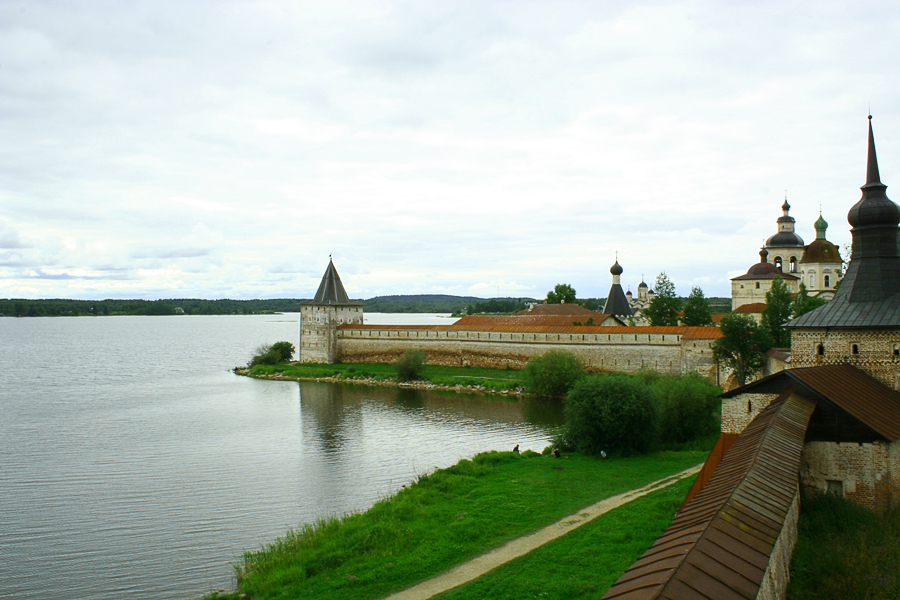
Les remparts et les tours du monastère

En 1601, le monastère compte 180 moines, sans compter les novices. En 1612, dans le contexte du Temps des troubles, les troupes polono-lituaniennes envahissent la Russie et vers fin août, elles approchent du monastère qu'elles commencent à assiéger pour le piller, sans succès. Les troupes détruiront les potagers et les villages environnants mais ne réussiront pas à s'emparer du complexe religieux en raison de ses fortifications imposantes.
Dans la 2e moitié du XVIIe siècle,en raison de son emplacement stratégique important et par crainte de nouvelles attaques (notamment de la part des Suédois) le tsar Alexis Ier ordonnera par décret le renforcement des fortifications d'enceinte qui en feront une vraie forteresse. Le monastère fut agrandi, les remparts reconstruits, de 730 m de long et de 7 m d'épaisseur.
Mais ce sont véritablement les réformes anti-monastiques du tsar Pierre le Grand qui entameront le déclin de Kirillo-Belozersky. Celui-ci ne doit sa survie qu'à son importance historique, et c'est l'arrivée au pouvoir de Catherine II qui lui porte un coup dur, lorsque celle-ci décrète la sécularisation de tous ses biens, en 1764.
L'évêque Ambroise (Ornatski) se retirera au monastère à la fin de sa vie, pour y passer ses dernières années dans la prière et l'ascèse. Il y décèdera en décembre 1827.

### Révolution russe
En avril 1918, à la suite de la révolution russe, les autorités communistes de la région commencent à persécuter le monastère, et des pillages y ont lieu. L'évêque de Kirillov proteste contre ces actes et appelle à protéger le monastère.
En réponse, il est arrêté par l'Armée rouge le 14 septembre 1918 et fusillé en tant qu'ecclésiastique le lendemain au bord d'une vieille route à proximité du monastère. Pour l'humilier, les bolcheviks transformeront par la suite le site de l'exécution en zone-dépotoir. Aujourd'hui, une grande croix s'élève à l'endroit de l'assassinat.
Malgré les persécutions, la vie monastique se poursuivra encore jusqu'en 1924, date où le dernier père supérieur du monastère,
l'archimandrite Anastase, sera aussi tué par les communistes et les moines chassés.
Le complexe sera transformé en musée, mais subira des saccages des autorités communistes. Tout l'ensemble de cloches du monastère, l'un des plus importants de Russie, vieux de plusieurs siècles, est notamment volé et fondu sous Staline.

### Renouveau
À la suite de la chute du communisme en 1991, une partie du monastère a été restituée à l'Église orthodoxe russe pour y renouveler la vie monastique.
En août 1997, la première Liturgie y a été célébrée depuis 70 ans.
En 1998, le monastère a été inclus par décret présidentiel dans la liste du patrimoine culturel exceptionnel de Russie.
À quelques kilomètres est établi le monastère de Goritsy, fondé par Euphrosyne Staritskaïa.

## Musée
Une partie du monastère est consacrée à un musée remarquable du vêtement liturgique et de la paramentique orthodoxe, avec nombre de sticharia, omophores, ou objets liturgiques, etc.

## Icônes
L'icône de la Résurrection de Lazare provient de l'iconostase, au registre des fêtes, de la cathédrale de la Dormition du Monastère. De même l'Icône des prophètes Daniel, David et Salomon